# Grande Prêmio da Austrália de 2004
O Grande Prêmio da Austrália de 2004 foi realizado em 7 de março de 2004 no Circuito de Albert Park, em Melbourne. A corrida foi a primeira etapa da temporada de 2004 de Fórmula 1 e a 20ª edição do Grande Prêmio da Austrália de Fórmula 1, a nona edição disputada em Albert Park. 
O vencedor da prova foi Michael Schumacher, que fez o quarto Grand Chelem de sua carreira, após largar da pole position e liderar de ponta a ponta. Rubens Barrichello foi o segundo colocado, marcando a dobradinha da Ferrari. Fernando Alonso completou o pódio pela Renault, após ganhar duas posições na largada.
A prova também marcou a estreia do austríaco Christian Klien e dos italianos Gianmaria Bruni e Giorgio Pantano na Fórmula 1.

## Resumo

### Classificação
O treino classificatório teve um novo formato para a temporada de 2004, dividido em duas partes, sendo que o tempo que define a posição de largada é exclusivamente o da segunda parte. Na primeira parte, os pilotos vão para a pista na ordem da classificação do Grande Prêmio anterior, e os resultados dessa primeira parte definem a ordem de partida para a parte decisiva do treino, começando com o pior tempo, e sucessivamente até o primeiro colocado na primeira parte encerrar a segunda sessão. A primeira sessão terminou com Juan Pablo Montoya na frente, seguido por Michael Schumacher e seu irmão Ralf Schumacher em terceiro. 
Na segunda parte, domínio da Ferrari, com Schumacher conquistando a pole position com o tempo de 1:24.408. Rubens Barrichello fechou a primeira fila da escuderia italiana, pouco mais de sete centésimos atrás de seu companheiro. A terceira posição ficou com Juan Pablo Montoya, da Williams, que marcou 1:24.998, mais de meio segundo acima do segundo colocado.

### Corrida
A corrida foi marcada pela dominância da Ferrari. Largando na primeira fila, Schumacher e Barrichello se mantiveram na ponta em todas as voltas, abrindo larga vantagem para o terceiro colocado, com Schumacher também mantendo uma distância confortável a frente de seu companheiro de equipe. Na largada, o destaque ficou para os pilotos da Renault: Fernando Alonso ultrapassou Jenson Button e aproveitou o erro de Montoya na primeira curva para assumir a terceira posição, na qual não foi ameaçado durante a prova. Já Jarno Trulli pulou da nona para a quinta posição. A escapada de Montoya fez com que o colombiano caísse para a sétima posição, atrás de seu companheiro Ralf Schumacher, que ganhou duas posições na largada. O piloto da casa, Mark Webber, que havia largado em sexto, completou a lista dos oito primeiros ao final da primeira volta.
Montoya assumiu a sexta posição já na segunda volta. Na volta 10, Kimi Räikkönen, então o 11º colocado, foi o primeiro a abandonar a prova, com problemas no motor de sua McLaren devido à perda de pressão na bomba de água. Ao final da primeira rodada de paradas nos boxes, Ralf Schumacher deixou para trás Trulli e Montoya e assumiu a quinta posição. No fundo do grid, Zsolt Baumgartner abandonou após 13 voltas por um problema elétrico em sua Minardi. Após várias tentativas, Montoya ultrapassou Trulli na 24ª volta para assumir a sexta posição. David Coulthard, que havia largado em 12º e optou por uma estratégia com uma parada a menos, entrou na zona de pontuação na volta 27 após a segunda parada de Webber. O australiano recolheu sua Jaguar para a garagem três voltas depois, após perder a sexta e a sétima marcha. 
Outro piloto que ganhou posições na segunda rodada de pit stops foi Ralf Schumacher, que tomou o quarto lugar de Button. Na pista, o britânico da BAR também foi ultrapassado por Montoya na volta 38, e assim, os oito primeiros colocados seguiram até o final da corrida.
Fora da zona de pontuação, mais três pilotos abandonaram a prova: então o último colocado, Gianmaria Bruni recolheu o carro na volta 40 com problemas, mas após a equipe Minardi corrigir o problema, voltou à pista. Por ter ficado 15 voltas atrás do líder, a prova de Bruni não foi computada como concluída. Na volta 44, Nick Heidfeld, que vinha em 12º, abandonou logo após sua terceira parada, com o câmbio preso na primeira marcha. Felipe Massa abandonou na volta seguinte - o piloto brasileiro estava na nona posição quando teve problemas no motor de sua Sauber.

## Resultados

### Treinos oficiais
| Pos.   | Nº | Piloto               | Equipe           | Tempo     | Dif.    |
| ------ | -- | -------------------- | ---------------- | --------- | ------- |
| 1      | 1  | Michael Schumacher   | Ferrari          | 1:24.408  | —       |
| 2      | 2  | Rubens Barrichello   | Ferrari          | 1:24.482  | + 0.074 |
| 3      | 3  | Juan Pablo Montoya   | Williams-BMW     | 1:24.998  | + 0.590 |
| 4      | 9  | Jenson Button        | BAR-Honda        | 1:24.998  | + 0.590 |
| 5      | 8  | Fernando Alonso      | Renault          | 1:25.699  | + 1.217 |
| 6      | 14 | Mark Webber          | Jaguar-Cosworth  | 1:25.805  | + 1.397 |
| 7      | 10 | Takuma Sato          | BAR-Honda        | 1:25.851  | + 1.443 |
| 8      | 4  | Ralf Schumacher      | Williams-BMW     | 1:25.925  | + 1.517 |
| 9      | 7  | Jarno Trulli         | Renault          | 1:26.290  | + 1.882 |
| 10     | 6  | Kimi Räikkönen       | McLaren-Mercedes | 1:26.297  | + 1.889 |
| 11     | 12 | Felipe Massa         | Sauber-Petronas  | 1:27.065  | + 2.657 |
| 12     | 5  | David Couthard       | McLaren-Mercedes | 1:27.294  | + 2.886 |
| 13     | 16 | Cristiano da Matta   | Toyota           | 1:27.823  | + 3.415 |
| 14     | 11 | Giancarlo Fisichella | Sauber-Petronas  | 1:27.845  | + 3.437 |
| 15     | 18 | Nick Heidfeld        | Jordan-Ford      | 1:28.178  | + 3.770 |
| 16     | 19 | Giorgio Pantano      | Jordan-Ford      | 1:30.140  | + 5.732 |
| 17     | 21 | Zsolt Baumgartner    | Minardi-Cosworth | 1:30.681  | + 6.273 |
| 18     | 17 | Olivier Panis        | Toyota           | sem tempo | —       |
| 19     | 15 | Christian Klien      | Jaguar-Cosworth  | sem tempo | —       |
| 20     | 20 | Gianmaria Bruni      | Minardi-Cosworth | sem tempo | —       |
| Fonte: |    |                      |                  |           |         |

### Corrida
| Pos.   | Nº | Piloto               | Construtor       | Voltas | Tempo/Diferença | Grid | Pontos |
| ------ | -- | -------------------- | ---------------- | ------ | --------------- | ---- | ------ |
| 1      | 1  | Michael Schumacher   | Ferrari          | 58     | 1:24:15.757     | 1    | 10     |
| 2      | 2  | Rubens Barrichello   | Ferrari          | 58     | + 13.605        | 2    | 8      |
| 3      | 8  | Fernando Alonso      | Renault          | 58     | + 34.673        | 5    | 6      |
| 4      | 4  | Ralf Schumacher      | Williams-BMW     | 58     | + 1:00.423      | 8    | 5      |
| 5      | 3  | Juan Pablo Montoya   | Williams-BMW     | 58     | + 1:08.536      | 3    | 4      |
| 6      | 9  | Jenson Button        | BAR-Honda        | 58     | + 1:10.598      | 4    | 3      |
| 7      | 7  | Jarno Trulli         | Renault          | 57     | + 1 volta       | 9    | 2      |
| 8      | 5  | David Coulthard      | McLaren-Mercedes | 57     | + 1 volta       | 12   | 1      |
| 9      | 10 | Takuma Sato          | BAR-Honda        | 57     | + 1 volta       | 7    |        |
| 10     | 11 | Giancarlo Fisichella | Sauber-Petronas  | 57     | + 1 volta       | 14   |        |
| 11     | 15 | Christian Klien      | Jaguar-Cosworth  | 56     | + 2 voltas      | 19   |        |
| 12     | 16 | Cristiano da Matta   | Toyota           | 56     | + 2 voltas      | 13   |        |
| 13     | 17 | Olivier Panis        | Toyota           | 56     | + 2 voltas      | 18   |        |
| 14     | 19 | Giorgio Pantano      | Jordan-Ford      | 55     | + 3 voltas      | 16   |        |
| Ret    | 12 | Felipe Massa         | Sauber-Petronas  | 44     | Motor           | 11   |        |
| Ret    | 18 | Nick Heidfeld        | Jordan-Ford      | 43     | Transmissão     | 15   |        |
| NC     | 20 | Gianmaria Bruni      | Minardi-Cosworth | 43     | + 15 voltas     | 20   |        |
| Ret    | 14 | Mark Webber          | Jaguar-Cosworth  | 29     | Transmissão     | 6    |        |
| Ret    | 21 | Zsolt Baumgartner    | Minardi-Cosworth | 13     | Pane elétrica   | 17   |        |
| Ret    | 6  | Kimi Räikkönen       | McLaren-Mercedes | 9      | Motor           | 10   |        |
| Fonte: |    |                      |                  |        |                 |      |        |

## Tabela do campeonato após a corrida
| Pos.   | Piloto             | Pontos |
| ------ | ------------------ | ------ |
| 1      | Michael Schumacher | 10     |
| 2      | Rubens Barrichello | 8      |
| 3      | Fernando Alonso    | 6      |
| 4      | Ralf Schumacher    | 5      |
| 5      | Juan Pablo Montoya | 4      |
| Fonte: |                    |        |

| Pos.   | Equipe           | Pontos |
| ------ | ---------------- | ------ |
| 1      | Ferrari          | 18     |
| 2      | Williams–BMW     | 9      |
| 3      | Renault          | 8      |
| 4      | BAR–Honda        | 3      |
| 5      | McLaren–Mercedes | 1      |
| Fonte: |                  |        |

- Nota: Somente as primeiras cinco posições estão listadas.